# Liste der Monuments historiques in Saint-Gilles (Ille-et-Vilaine)
Die Liste der Monuments historiques in Saint-Gilles (Ille-et-Vilaine) führt die Monuments historiques in der französischen Gemeinde Saint-Gilles auf.

## Liste der Bauwerke
| Bezeichnung    | Beschreibung    | Standort | Kennzeichnung | Schutzstatus | Datum | Bild           |
| -------------- | --------------- | -------- | ------------- | ------------ | ----- | -------------- |
| Friedhofskreuz | 13. Jahrhundert | (Lage)   | PA00090783    | Classé       | 1907  | weitere Bilder |

## Liste der Objekte
- Monuments historiques (Objekte) in Saint-Gilles (Ille-et-Vilaine) in der Base Palissy des französischen Kultusministeriums